# Wemmel

Wemmels vapen

Wemmels läge inom provinsen Vlaams-Brabant

Wemmel är en kommun i provinsen Vlaams-Brabant i regionen Flandern i Belgien. Wemmel hade 15 341 invånare den 1 januari 2013.